# Sergei Yuryevich Ponomarenko
Sergei Yuryevich Ponomarenko (tiếng Nga: Серге́й Юрьевич Пономаренко; sinh ngày 12 tháng 1 năm 1987) là một cầu thủ bóng đá người Nga. Anh thi đấu tại Giải bóng đá Quốc gia Nga cho F.K. Luch-Energiya Vladivostok.